# Rubus speculans
Rubus speculans är en rosväxtart som beskrevs av K. Meijer. Rubus speculans ingår i släktet rubusar, och familjen rosväxter. Inga underarter finns listade i Catalogue of Life.